# Play (Jennifer Lopez)
Play è il secondo singolo estratto dal secondo album di Jennifer Lopez J. Lo del 2001.

## Descrizione
Nel video si può vedere Jennifer Lopez che, assieme al suo entourage e ad un folto gruppo di passeggeri, sale a bordo di un gigantesco jet privato; l'aereo, dotato di tecnologia futuristica, è in grado di pilotarsi da solo e quindi è privo di equipaggio; è anche dotato di ogni genere di comfort (compresa una discoteca); da quel che si può vedere su un monitor posizionato vicino a Jennifer, l'aereo è partito da Shangai ed è diretto in California (lo si vede sorvolare la Danimarca). Dopo aver passato la notte tra la discoteca e le altre stanze, JLo termina il viaggio ballando mentre guarda sorgere il sole da una speciale stanza dotata di una cupola vetrata, osservata dagli altri passeggeri, esausti e stravaccati a terra dopo una notte di divertimento.
La cantante Christina Milian è l'autrice e cantante del ritornello del brano.

## Tracce
- CD 1

1. "Play" (Radio Edit)
2. "Play" (Full Intention Mix Radio)
3. "Play" (Artful Dodger Mix) (Main Mix Radio)
4. "Play" (Thunderpuss Club Mix)
5. "Play" (The Genie Mix)
6. "Love Don't Cost a Thing" (Main Rap #1 featuring Puffy)

- Enhanced CD 2

1. "Play"
2. "Play" (Full Intention Mix Radio)
3. "Love Don't Cost a Thing" (Main Rap #1 featuring Puffy)
4. "Play" (Video)

## Classifiche
| Classifica (2001) | Posizione massima |
| ----------------- | ----------------- |
| Australia         | 14                |
| Austria           | 21                |
| Belgio (Fiandre)  | 10                |
| Belgio (Vallonia) | 8                 |
| Canada            | 5                 |
| Danimarca         | 19                |
| Finlandia         | 10                |
| Francia           | 20                |
| Germania          | 19                |
| Irlanda           | 10                |
| Italia            | 8                 |
| Nuova Zelanda     | 7                 |
| Norvegia          | 12                |
| Paesi Bassi       | 7                 |
| Svezia            | 10                |
| Svizzera          | 10                |
| Regno Unito       | 3                 |
| Stati Uniti       | 18                |

### Classifiche di fine anno
| Classifica (2001) | Posizione |
| ----------------- | --------- |
| Australia         | 73        |